# Линн Расмуссен, Александер
Александер Лукас Линн Расмуссен (дат. Alexander Lucas Lind Rasmussen; род. 26 июня 2002, Хёрнинг, Орхус) — датский футболист, нападающий клуба «Силькеборг».

## Клубная карьера
Линн — воспитанник клуба «Силькеборг». 15 декабря 2019 года в матче против «Люнгбю» он дебютировал в датской Суперлиги. 15 июня 2020 года в поединке против «Оденсе» Александер забил свой первый гол за «Силькеборг». По итогам сезона клуб вылетел из элиты, но игрок остался в команде и спустя год помог ей вернуться. 